# Kemosyntes
Kemosyntes är den process genom vilken kolhaltiga molekyler, vanligtvis koldioxid eller meten, omvandlas till organiska molekyler med hjälp av kemisk energi (till skillnad från en liknande process där istället ljusenergi används, så kallad fotosyntes). Kemoautotrofer, organismer som får kol från koldioxid genom kemosyntes, är fylogenetiskt olika. Grupper som inkluderar iögonfallande eller biogeokemiskt viktiga arter är de svaveloxiderande Gammaproteobakterierna, Campylobacterota, Aquificota, de metanogena archaea och de neutrofila järnoxiderande bakterierna.

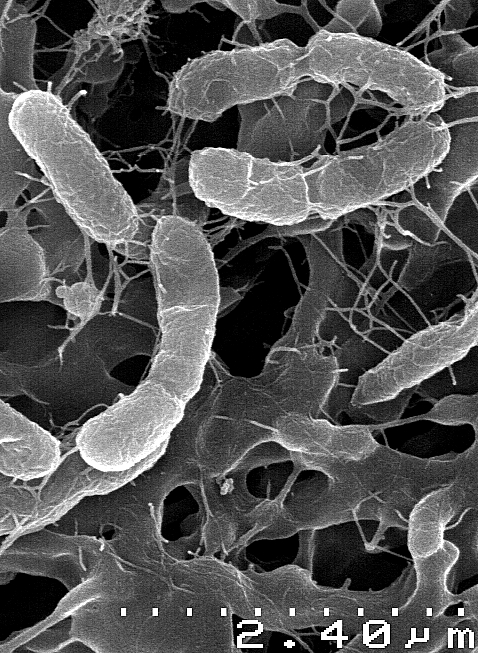
Venenivibrio stagnispumantis får energi genom att oxidera vätgas.

Många mikroorganismer i mörka områden i haven använder kemosyntes för att producera biomassa från enkolmolekyler. Två kategorier kan särskiljas. På de sällsynta platser där vätemolekyler (H2) är tillgängliga, kan energin tillgänglig från reaktionen mellan CO2 och H2 (som leder till produktion av metan, CH4) vara tillräckligt stor för att driva produktionen av biomassa. Alternativt, i de flesta oceaniska miljöer, härrör energin för kemosyntes från reaktioner där ämnen som svavelväte eller ammoniak oxideras. Detta kan inträffa med eller utan närvaro av syre.
Många kemosyntetiska mikroorganismer konsumeras av andra organismer i havet, och symbiotiska relationer mellan kemosyntetisatorer och respirerande heterotrofer är ganska vanliga. Stora populationer av djur kan stödjas av kemosyntetisk sekundärproduktion vid hydrotermiska öppningar, metanklatrater, kalla sipprar, valfall och isolerat grottvatten.
Det har antagits att anaerob kemosyntes kan stödja liv under ytan av Mars, Jupiters måne Europa och andra planeter. Kemosyntes kan också ha varit den första typen av metabolism som utvecklades på jorden, vilket ledde till att cellandning och fotosyntes senare utvecklades.

## Vätesulfidkemosyntesprocess
Jätterörmaskar använder bakterier i sin trofosom för att fixera koldioxid (med vätesulfid som energikälla) och producerar sockerarter och aminosyror. Vissa reaktioner producerar svavel:
vätesulfidkemosyntes:
18H2S + 6CO2 + 3O2 → C6H12O6 (kolväte) + 12H2O + 18S
Istället för att släppa ut syrgas samtidigt som koldioxid fixeras som vid fotosyntes, producerar vätesulfidkemosyntes fasta svavelkulor i processen. Hos bakterier med förmåga till kemoautotrofi (en bildar en kemosyntes), som lila svavelbakterier, finns gula svavelkulor och är synliga i cytoplasman.

## Upptäckt

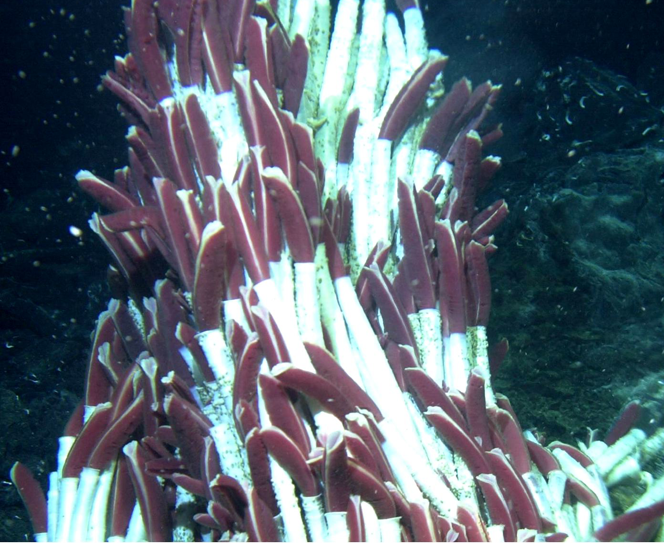
Jätterörmaskar (Riftia pachyptila) har ett organ som innehåller kemosyntetiska bakterier istället för en tarm.

År 1890 föreslog Sergei Winogradsky en ny typ av livsprocess som kallas "anorgoxidant". Hans upptäckt tydde på att vissa mikrober kunde leva enbart på oorganiskt material och dök upp under hans fysiologiska forskning på svavel-, järn- och kvävebakterier på 1880-talet i Strasbourg och Zürich.
År 1897 myntade Wilhelm Pfeffer termen "kemosyntes" för energiproduktion genom oxidation av oorganiska ämnen, i samband med autotrofisk koldioxidassimilering - vad som idag skulle kallas kemolitoautotrofi. Senare skulle termen utökas till att även omfatta kemoorganoautotrofer, som är organismer som använder organiska energisubstrat för att assimilera koldioxid. Således kan kemosyntes ses som en synonym till kemoautotrofi.
Termen "kemotrofi", mindre restriktiv, skulle introduceras på 1940-talet av André Lwoff för produktion av energi genom oxidation av elektrondonatorer, organiska eller inte, och för auto- eller heterotrofi.

### Hydrotemiska ventiler
Winogradskys förslag bekräftades nästan 90 år senare, när hydrotermiska havsöppningar på 1970-talet förutspåddes existera. De varma källorna och märkliga varelserna upptäcktes 1977 vid Galapagos Rift av Alvin, världens första djuphavssänkbara farkost. Ungefär samtidigt föreslog doktorand Colleen Cavanaugh kemosyntetiska bakterier som oxiderar sulfider eller elementärt svavel som en mekanism genom vilken rörmaskar kunde överleva nära hydrotermiska ventiler. Cavanaugh lyckades senare bekräfta att detta verkligen var metoden med vilken maskarna kunde överleva, och är generellt krediterad för upptäckten av kemosyntes. 
En TV-serie från 2004 med Bill Nye som värd utnämnde kemosyntes till en av de 100 största vetenskapliga upptäckterna genom tiderna.

### Oceanisk skorpa
År 2013 rapporterade forskare att de upptäckt bakterier som lever i berget av havskorpan under de tjocka lagren av sediment, och skilt från de hydrotermiska öppningarna som bildas längs kanterna på de tektoniska plattorna. Preliminära fynd är att dessa bakterier livnär sig på väte som produceras genom kemisk reduktion av olivin av havsvatten som cirkulerar i de små venerna som genomsyrar basalten som består av oceanisk skorpa. Bakterierna syntetiserar metan genom att kombinera väte och koldioxid.

### Kemosyntes som ett innovativt område för fortsatt forskning
Trots det faktum att processen för kemosyntes har varit känd i mer än hundra år, är dess betydelse idag fortfarande relevant vid omvandlingen av kemiska element i biogeokemiska cykler. Idag kräver de livsviktiga processerna för nitrifierande bakterier, som leder till oxidation av ammoniak till salpetersyra, vetenskapligt underlag och ytterligare forskning. Bakteriers förmåga att omvandla oorganiska ämnen till organiska tyder på att kemosyntetika kan ackumulera värdefulla resurser för mänskliga behov.
Kemosyntetiska samhällen i olika miljöer är viktiga biologiska system när det gäller deras ekologi, evolution och biogeografi, samt deras potential som indikatorer på tillgången på permanenta kolvätebaserade energikällor. I processen för kemosyntes producerar bakterier organiskt material där fotosyntes är omöjligt. Isolering av termofila sulfatreducerande bakterier Thermodesulfovibrio yellowstonii och andra typer av kemosyntetika ger möjligheter till ytterligare forskning. Således är betydelsen av kemosyntes fortfarande relevant för användning i innovativ teknik, bevarande av ekosystem, mänskligt liv i allmänhet. Sergey Winogradsky hjälpte till att upptäcka fenomenet kemosyntes.